# Distrikt Quechualla
Der Distrikt Quechualla liegt in der Provinz La Unión in der Region Arequipa in Südwest-Peru. Der Distrikt wurde am 4. Mai 1835 gegründet. Er besitzt eine Fläche von 135 km². Beim Zensus 2017 wurden 287 Einwohner gezählt. Im Jahr 1993 lag die Einwohnerzahl bei 361, im Jahr 2007 bei 278. Die Distriktverwaltung befindet sich in der etwa 1980 m hoch gelegenen Ortschaft Velinga mit 91 Einwohnern (Stand 2017). Velinga liegt 15 km westsüdwestlich der Provinzhauptstadt Cotahuasi. Bei Velinga befindet sich am Río Cotahuasi der Kakteenwald Judío Pampa.

## Geographische Lage
Der Distrikt Quechualla liegt in der Cordillera Volcánica im Südwesten der Provinz La Unión. Der Unterlauf des Río Cotahuasi durchquert den Osten des Distrikts in südwestlicher Richtung.
Der Distrikt Quechualla grenzt im Südosten an den Distrikt Toro, im Südwesten an den Distrikt Tauría, im Westen an den Distrikt Corculla (Provinz Páucar del Sara Sara) sowie im Norden an den Distrikt Charcana.

## Ortschaften
Im Distrikt gibt es neben dem Hauptort folgende größere Ortschaften (anexos):
- Ayancay
- Caihuine
- Chaupo
- Cocota
- Huanuca
- Picha
- Quechualla
- Rosario Pampa